# Matsch (Mals)

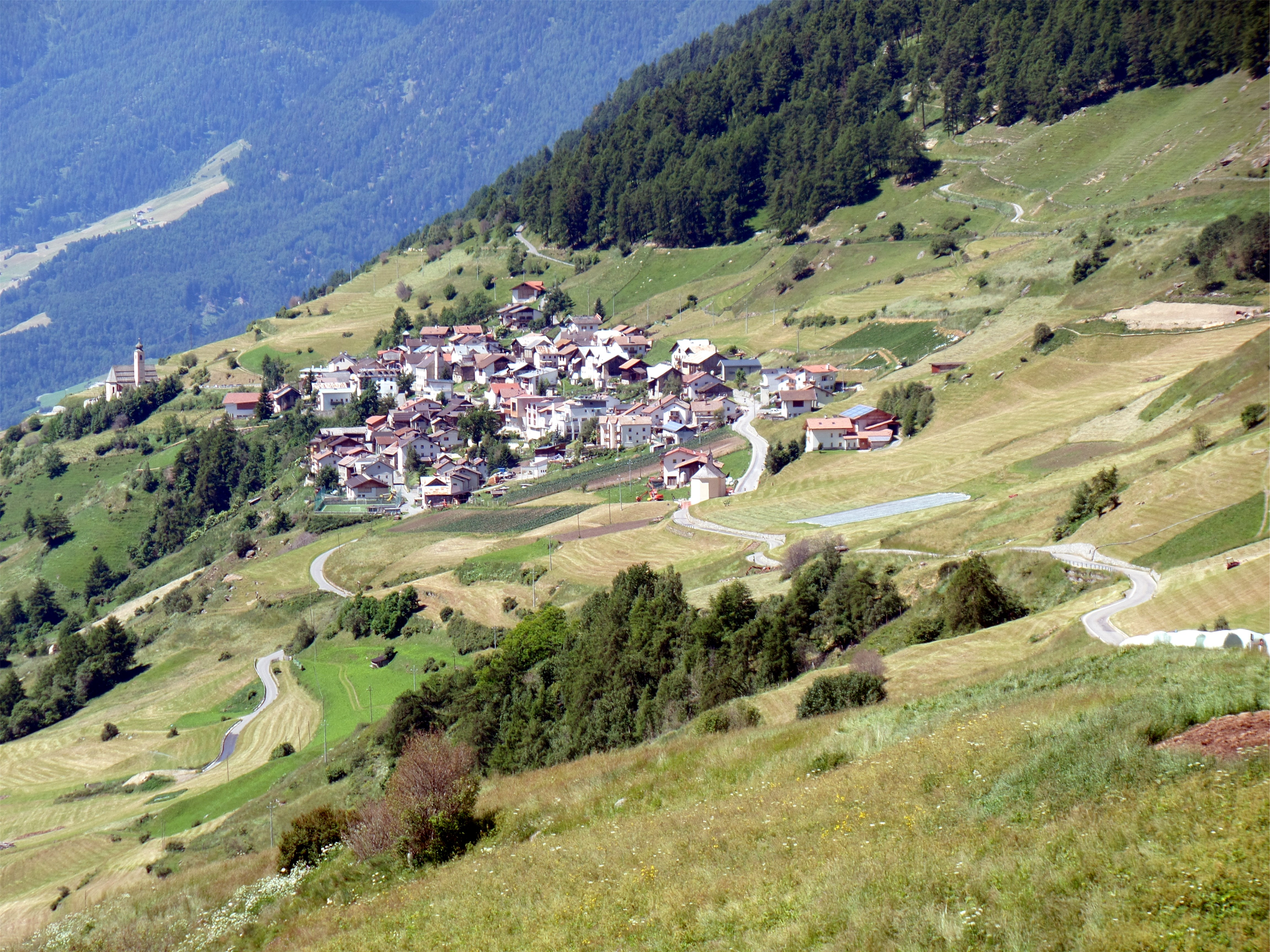
Blick auf Matsch

Matsch (italienisch Mazia) ist eine Fraktion der Gemeinde Mals im Vinschgau in Südtirol (Italien). Das Dorf hat 451 Einwohner (Stand Januar 2020) und liegt auf einer Höhe von 1584 m im Matscher Tal. Die Pfarrkirche (um 1500, Turm und Taufstein romanisch) ist dem heiligen Florinus geweiht. Dieser Heilige stammte der Legende nach aus Matsch. Ihm ist zudem noch eine Kapelle am Ende des Dorfes geweiht, in der Nähe des Hofes, auf dem er geboren sein soll. In Matsch gibt es eine Grundschule für die deutsche Sprachgruppe.
| Jahr | Einwohner |
| ---- | --------- |
| 2005 | 479       |
| 2006 | 477       |
| 2007 | 480       |
| 2008 | 478       |
| 2009 | 474       |
| 2010 | 476       |
| 2011 | 478       |
| 2012 | 473       |
| 2013 | 467       |
| 2014 | 465       |
| 2015 | 458       |
| 2016 | 446       |
| 2017 | 451       |

Der Ortsname wurde 824 als Amatia erwähnt. 1160 wurde Macia geschrieben, etwa zur gleichen Zeit finden sich Urkunden der Vögte von Matsch, die sich de Macis oder de Maces nannten. Auf einem langgestreckten Hügelrücken liegen die Ruinenreste der Burgen Obermatsch und Untermatsch; die Vögte von Matsch waren bis zum Aussterben 1504 eines der mächtigsten Adelsgeschlechter des Vinschgaus und darüber hinaus. Sie übersiedelten im 14. Jahrhundert auf die nahe gelegene Churburg bei Schluderns, die Stammburgen wurden dem Verfall preisgegeben. Bei Obermatsch findet sich die Burgkapelle St. Martin, ursprünglich im 12. Jahrhundert erbaut, ihre heutige Gestalt erhielt sie um 1650.
Zu Matsch gehören auch noch zahlreiche Höfe und Weiler wie Run, Kurtatsch, Glieshöfe, Thanei usw.
1928 wurde das bis dato eigenständige Matsch der Gemeinde Mals zugeschlagen. Seit 2017 ist Matsch das erste Südtiroler Bergsteigerdorf der internationalen Alpenvereinsinitiative.